# Chrzanów Mały
Chrzanów Mały – wieś sołecka w Polsce położona w województwie mazowieckim, w powiecie grodziskim, w gminie Grodzisk Mazowiecki.
Wieś szlachecka Chrznowo Minor położona była w drugiej połowie XVI wieku w powiecie błońskim ziemi warszawskiej województwa mazowieckiego.
W związku z reformą administracyjną państwa jesienią 1954 wschodnią część gromady Chrzanowa Małego (140 ha) włączono do miasta Milanówka.
W latach 1975–1998 miejscowość administracyjnie należała do województwa warszawskiego.